# Адай-Хох
Адай-Хох (осет. Адайыхох — «гора Ада») — горная снежная вершина Большого Кавказа, к югу от Цейского ледника. Располагается в Северной Осетии. Высота 4408 м.
Расположена на продолжении Главного хребта западной половины Большого Кавказа, который восточнее разрезается Кассарским ущельем Ардона и переходит в Боковой хребет восточной половины Большого Кавказа, к северу от Казбека, между истоками Терека, Ардона и Лиахвы.
 Обширные снежные фирны и глетчеры.

## Нартовский эпос
Согласно Нартовскому эпосу на вершине горы Адай-Хох обитает покровитель диких животных, друг нартов небожитель Афсати. Осетинские охотники становились лицом к Адай-Хох, когда обращались к Афсати, чтобы тот их благословил и выделил им долю из своего лесного хозяйства.

## Фотографии
Виды горы Адай-Хох (снимал Эдуард Манукянц Архивная копия от 17 февраля 2010 на Wayback Machine, Владикавказ):
- с перевала Родина в Цейском хребте. Архивировано 25 декабря 2012 года.,
- вид вершины из Цея. Архивировано 25 декабря 2012 года.,
- Адай-Хох из Цейского ущелья. Архивировано 25 декабря 2012 года..